# Talilaran
Talilaran ist ein Ortsteil des osttimoresischen Dorfes Aidabaleten in der Aldeia Tutubaba (Suco Aidabaleten, Verwaltungsamt Atabae, Gemeinde Bobonaro). Er liegt in einer Meereshöhe von 16 m.
Talilaran bildet den Nordosten von Aidabaleten. Westlich liegt der Ortskern, südlich der Ortsteil Merdeka und nördlich der Fluss Berita. In Talilaran befindet sich die Kirche São Francisco de Assis.